# Rudolf Alexander Agricola
Rudolf Alexander Agricola (n. 3 aprilie 1912, Moscova, Imperiul Rus – d. 21 iunie 1990, Königstein im Taunus, Republica Federală Germania) a fost un sculptor german.
A fost elevul lui Gerhard Marcks, la Burg Giebichenstein, în orașul Halle, apoi în 1933 a studiat cu Richard Scheibe în Frankfurt, în 1936 la Academia din Kassel iar în 1937 a urmat cursuri de măiestrie cu Scheibe la Vereinigten Staatsschulen, Berlin.
Sculptura sa a fost influențată inițial de Georg Kolbe și apoi de Aristide Maillol. A creat în special nuduri.